# Proyecto MIDAS
El proyecto MIDAS (Moon Impacts Detection and Analysis System - Detección y análisis de impactos contra la Luna) está siendo desarrollado por dos investigadores del Instituto de Astrofísica de Andalucía: José María Madiedo y José Luis Ortiz. Su objetivo principal es la monitorización sistemática de la región no iluminada de la Luna con el fin de detectar los destellos producidos por rocas que impactan contra la superficie lunar. El proyecto arrancó en el año 2008, como continuación de otro proyecto previo iniciado en el año 1997 por José Luis Ortiz. MIDAS fue presentado en junio de 2015 durante una sesión de trabajo en la sede de la Agencia Espacial Europea (ESA) en Noordwijk (Holanda), a la que asistieron representantes del programa de exploración de la NASA. El proyecto cuenta con un software decodificador que procesa las imágenes captadas por diez telescopios ubicados en Sevilla, en el Observatorio Astronómico de La Hita (Toledo) y en el Observatorio Astronómico de La Sagra (Granada). Desde su puesta en marcha se han recogido 150 impactos sobre la superficie lunar, siendo el más violento el captado el 11 de septiembre de 2013. Este evento generó un cráter de casi 40 metros de diámetro sobre la región del Mare Nubium.

## Desarrollo
La Luna constantemente recibe el impacto de rocas y objetos de diferentes tamaños y a gran velocidad (varias decenas de miles de kilómetros por hora). Son, mayoritariamente, fragmentos procedentes de asteroides y cometas y se denominan meteoroides. Como la Luna no tiene atmósfera, tampoco tiene la protección que tiene la Tierra y que provoca que la mayor parte de estos meteoroides se desintegren a gran altitud, mucho antes de impactar contra el suelo. Sin embargo, en la Luna hasta las partículas más pequeñas colisionan contra su suelo, de ahí que existan millones de cráteres en su superficie, producidos a lo largo de miles de millones de años. Aunque estos impactos también se han producido en la Tierra, diferentes procesos (fenómenos tectónicos, erosión, etc.) han ido borrando la huella de la mayoría de ellos.
El Instituto de Astrofísica de Andalucía (IAA-CSIC), la Fundación Astrohita (Observatorio Astronómico de La Hita) y el propio José María Madiedo han aportado la infraestructura imprescindible para desarrollar este proyecto.